# اخراج و فرار ۱۹۴۸ فلسطینیان

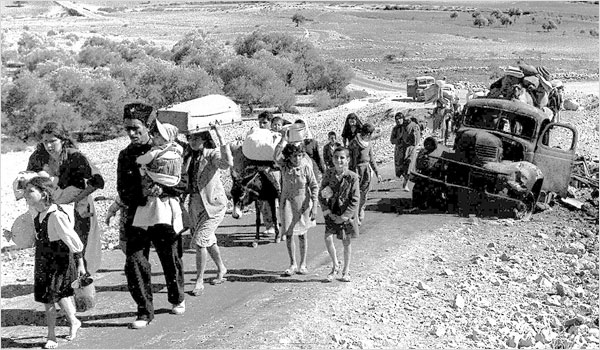
آوارگان فلسطینی در اکتبر تا نوامبر ۱۹۴۸ از جلیل خارج شدند

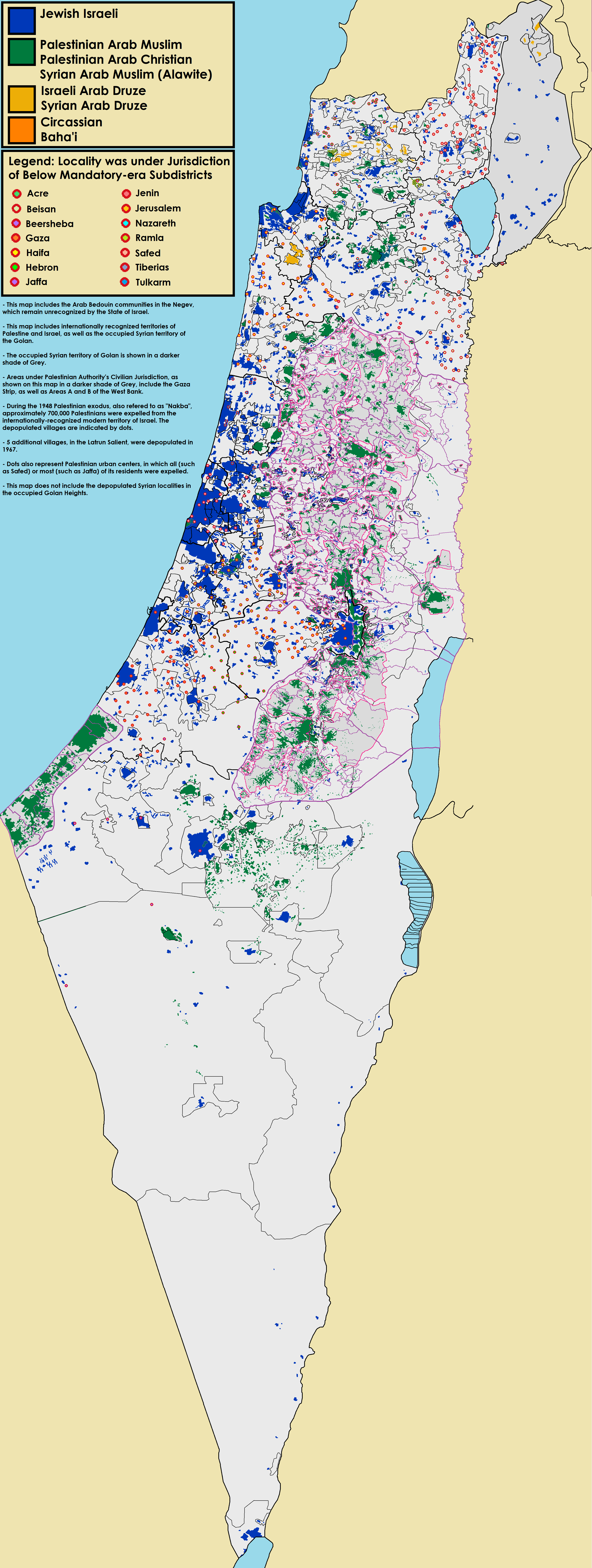
نقشه موقعیت مکان‌های خالی از سکنه، روی نقشه جمعیتی و سیاسی امروزی

در سال ۱۹۴۸ در جریان جنگ ۱۹۴۸ فلسطین بیش از ۷۰۰٬۰۰۰ عرب فلسطینی - حدود نیمی از جمعیت عرب فلسطین قبل از جنگ - از خانه‌های خود گریختند یا توسط شبه نظامیان صهیونیست بیرون رانده شدند، این هجرت یکی از اجزای اصلی شکستگی، خلع ید و آوارگی جامعه فلسطین، معروف به نکبه بود، که در آن بین ۴۰۰ تا ۶۰۰ روستای فلسطینی ویران شد، چاه‌های روستایی در یک برنامه جنگ بیولوژیکی مسموم شدند و دارایی‌ها برای جلوگیری از بازگشت آوارگان فلسطینی غارت شدند، و سایر مکان‌ها در معرض عبری سازی نام‌های مکان‌های فلسطینی قرار گرفتند، و همچنین به دوره گسترده‌تر خود جنگ و ظلم‌های متعاقب آن تا به امروز اشاره دارد.
تعداد دقیق پناهندگان، که بسیاری از آنها در کمپ‌های پناهندگان در کشورهای همسایه مستقر شده‌اند، محل بحث است اما حدود ۸۰ درصد از ساکنان عرب اسرائیل (نیمی از کل عرب فلسطین تحت قیمومیت) را ترک کردند یا رفتند. از خانه‌های خود رانده شدند. حدود ۲۵۰٬۰۰۰ تا ۳۰۰٬۰۰۰ فلسطینی در جریان جنگ داخلی ۱۹۴۷–۱۹۴۸ در قیمومیت فلسطین، قبل از اعلامیه استقلال اسرائیل در ماه مه ۱۹۴۸، گریختند یا اخراج شدند، واقعیتی که به عنوان عاملی برای ورود اتحادیه عرب به این کشور که جرقه جنگ اعراب و اسرائیل در سال ۱۹۴۸ را زد نامگذاری شد.
علل این واقعه نیز محل اختلاف نظر اساسی در میان مورخان است. عوامل دخیل در مهاجرت عبارتند از: پیشروی‌های نظامی یهودیان، تخریب روستاهای عرب، جنگ روانی، ترس از کشتار دیگری توسط نظامیان صهیونیست پس از کشتار دیر یاسین، : ۲۳۹–۲۴۰ که باعث شد بسیاری از سر وحشت خارج شوند، دستور اخراج مستقیم مقامات اسرائیلی، تأثیر منفی فرار طبقات ثروتمندتر، همه‌گیری حصبه در برخی مناطق ناشی از مسمومیت چاه‌ها توسط اسرائیل، فروپاشی رهبری فلسطین و دستورهای تخلیه اعراب، و عدم تمایل به زندگی تحت کنترل یهودیان.
بعدها، یک سری قوانینی که توسط دولت اول اسرائیل تصویب شد، از بازگشت اعراب خارج شده به خانه یا مطالبه اموال خود جلوگیری کرد. آنها و بسیاری از فرزندانشان همچنان پناهنده هستند. اخراج فلسطینیان از آن زمان توسط برخی از مورخان به عنوان پاکسازی قومی توصیف شده است، در حالی که برخی دیگر این اتهام را رد می‌کنند. با این وجود، وجود قانون به اصطلاح بازگشت که اجازه مهاجرت و تابعیت هر فرد یهودی و خانواده آنها را به اسرائیل می‌دهد، در حالی که حق بازگشت فلسطینیان رد شده است، به عنوان شاهدی بر اتهامات آپارتاید علیه کشور اسرائیل ذکر شده است.
وضعیت پناهندگان، و به ویژه اینکه آیا اسرائیل به آنها حق بازگشت به خانه‌هایشان را می‌دهد یا به آنها غرامت می‌دهد، مسائلی کلیدی در مناقشه جاری اسرائیل و فلسطین است. وقایع سال ۱۹۴۸ توسط فلسطینی‌ها چه در سرزمین‌های فلسطینی و چه در جاهای دیگر در ۱۵ می، تاریخی که به روز نکبت معروف است، گرامی داشته می‌شود.

## نتایج هجرت فلسطینیان
اخراج فلسطینان در سال‌های ۱۹۴۷ تا ۱۹۴۹ منجر به خالی از سکنه شدن قابل توجه اراضی اشغال شده توسط اسرائیل شد، که در آن «حدوداً ۹۰ درصد از فلسطینان دچار پاکسازی قومی شدند - بسیاری شان از طریق جنگ روانی و/یا فشار نظامی و شمار زیادی به زور اسلحه.» نام‌های تاریخی عربی با نام‌های عبری، بر اساس نام‌های کتاب مقدس جایگزین شدند.

### آسیب اقتصادی
با فتح یا رها شدن شهرها و روستاها در جریان نزاع، غارت توسط نیروها و وطن‌گزینان یهودی چنان گسترده بود که پس از آن داوید بن گوریون در ۲۴ ژوئیه ۱۹۴۸ اظهار داشت: 'معلوم می‌شود که بیشتر یهودیان دزدند. ' نتیوا بن-یهودا، از فرماندهان پالماخ غارتگری ای را که او در طبریه شاهد آن بود را به رفتار رایج دیده شده از سرکوبگران آنها در پوگروم‌های ضدیهودی در اروپا مانند کرد:
چنین تصاویری برای ما آشنا بود. شیوه ای بود که همواره بر سر ما آمده بود، در هولوکاست، سراسر جنگ جهانی، و همه پوگروم‌ها. آه، چه خوب این تصاویر را می‌شناختیم. و اینجا-اینجا، ما داشتیم این کارهای افتضاح را بر سر دیگران می‌آوردیم. همه چیز را سوار ون می‌کردیم - با رعشه وحشتناک دست‌ها. و آن به خاطر وزن شان نبود.حتی حالا دست‌های من، فقط به خاطر نوشتن دربارهٔ آن دارد می‌لرزد..'

### مناطق رها شده، تخلیه شده و نابود شده فلسطینی
نویسندگان متعدد مطالعاتی در خصوص مناطق فلسطینی ای که در جریان جنگ ۱۹۴۹–۱۹۴۷ فلسطین رها، تخلیه یا نابود شدند انجام داده‌اند. بنا بر محاسبات آنها، جدول زیر خلاصه اطلاعات آن‌ها را نشان می‌دهد.
| منبع     | شهرها | روستاها | قبایل | کل  |
| -------- | ----- | ------- | ----- | --- |
| موریس    | ۱۰    | ۳۴۲     | ۱۷    | ۳۶۹ |
| خالدی    | ۱     | ۴۰۰     | ۱۷    | ۴۱۸ |
| ابو سیتا | ۱۳    | ۴۱۹     | ۹۹    | ۵۳۱ |

منبع: Ruling Palestine, A History of the Legally Sanctioned Jewish-Israeli Seizure of Land and Housing in Palestine. COHRE & BADIL, May 2005, p. 34.

ملاحظات: برای اطلاعات بیشتر در خصوص روش‌شناسی ر.ک. ; see: Morris, Benny (1987): 'The Birth of the Palestinian Refugee Problem, 1947–1949. New York: Cambridge University Press, 1987; Khalidi, Walid (ed.): All that Remains. The Palestinian Villages Occupied and Depopulated by Israel in 1948. Washington, D.C: Institute for Palestine Studies, 1992, App. IV, pp. xix, 585–586; and Sitta, Salman Abu: The Palestinian Nakba 1948. London: The Palestinian Return Centre, 2000.

## فیلم‌ها
- ۵۰۰ هکتار روی ماه (۲۰۰۲), مستندی راجع به تصرف و خالی از سکنه کردن یک روستای فلسطینی توسط نیروهای اسرائیلی
- فرزندان علیبون (۲۰۰۷), مستندی از هشام زریق دربارهٔ فرار از روستای کوچک ایلابون در۱۹۴۸.
- وعده (۲۰۱۱), سریالی نوشته و ساخته پیتر کاسمینسکی دربارهٔ زن جوانی که به اسرائیل امروزی می‌رود تا دربارهٔ نقش پدربزرگ سربازش در بازه پسا-جنگ قیمومت بریتانیا بر فلسطین تحقیق کند.
- فرحه (۲۰۲۱)، تجربه بلوغ یک دختر فلسطینی در جریان نکبت (فلسطین)، آوارگی فلسطینی‌ها از سرزمینشان در سال ۱۹۴۸ است.